# Valdepolo
Valdepolo település Spanyolországban, León tartományban. Lakosainak száma 1215 fő (2024).

## Földrajza
Valdepolo Mansilla de las Mulas, Villasabariego, Gradefes, Cubillas de Rueda, Villamartín de Don Sancho, Villamol, Santa María del Monte de Cea, El Burgo Ranero és Santas Martas községekkel határos.

## Népesség
A település lakosságának változását az alábbi diagram mutatja:
| Lakosok száma | 1591 | 1481 | 1444 | 1347 | 1328 | 1297 | 1240 | 1219 | 1190 | 1215 |
|               | 2001 | 2004 | 2007 | 2009 | 2012 | 2014 | 2017 | 2019 | 2022 | 2024 |